# La sfida di Jace
La sfida di Jace (Going to the Mat) è un film per la televisione del 2004 con Andrew Lawrence, diretto da Stuart Gillard.

## Trama
Jace è il nuovo ragazzo della scuola e inoltre è cieco. Pensando che il suo talento nella batteria sia il suo biglietto per integrarsi nella scuola, non si dimostra attivo durante l'ora di musica, solo per scoprire che anche il suo maestro è cieco. La gente lo tratta diversamente, e presto scopre che non è perché è cieco, ma perché gli altri credono sia uno snob. Così scopre che se desidera essere accettato, deve iscriversi ad uno sport: decide di provare la sua fortuna con la lotta, e ci riesce anche vincendo. Nonostante ciò non dimentica la sua passione per la batteria e si trova anche un amico e addirittura una ragazza.